# Santiago auf hoher See
Santiago auf hoher See ist eine US-amerikanische CGI-Zeichentrickserie, die am 9. Oktober 2020 auf Nickelodeon Premiere feierte. Sie wurde von Niki Lopez, Leslie Valdes und Valerie Walsh Valdes entwickelt.

## Handlung
Der achtjährige Pirat Santiago befindet sich in einer fantastischen Karibik, wo er zusammen mit seinen Freunden viele verschiedene Abenteuer erlebt und für Ordnung sorgt.

## Synchronisation
Die deutschsprachige Synchronisation entsteht unter der Dialogregie von Iris Artajo durch die Synchronfirma EuroSync in Berlin.
| Rolle    | Originalsprecher | Deutscher Sprecher |
| -------- | ---------------- | ------------------ |
| Santiago | Kevin Chacon     | Marcelo Renne      |
| Tomas    | Justice Quiroz   | Xara Eich          |
| Lorelai  | Alyssa Cheatham  | Juliana Götz       |

## Episodenliste
Die Episoden sind nach Ausstrahlungsreihenfolge in den USA sortiert, da es bei der Produktionsreihenfolge oftmals zu Anschlussfehlern kommt.
| Nummer(gesamt) | Nummer(Staffel) | Deutscher Titel                         | Originaltitel                                     | Erstveröffentlichung (USA) | Erstausstrahlung (Deutschland) |
| 1              | 1               | Die Legende von Kapitän Calavera        | The Legend of Capitán Calavera                    | 9. Oktober 2020            | 25. April 2021                 |
| 2              | 2               | Das magische Fernrohr                   | The Magic Spyglass                                | 16. Oktober 2020           | 26. April 2021                 |
| 2              | 2               | Der Stein des Lebens                    | The Stone of Life                                 | 16. Oktober 2020           | 26. April 2021                 |
| 3              | 3               | Der Leuchtturm                          | To the Lighthouse                                 | 23. Oktober 2020           | 27. April 2021                 |
| 3              | 3               | Der goldene Riese                       | The Golden Giant                                  | 23. Oktober 2020           | 27. April 2021                 |
| 4              | 4               | Die Prinzessin und das Piraten-Hündchen | Princess and the Pirate Puppy                     | 30. Oktober 2020           | 8. August 2021                 |
| 4              | 4               | Die Caracol-Bucht                       | Caracol Cove                                      | 30. Oktober 2020           | 8. August 2021                 |
| 5              | 5               | Die Nacht der Schildkröten              | The Night of the Turtles                          | 6. November 2020           | 28. April 2021                 |
| 5              | 5               | Santiagos Regatta                       | Santiago's Regatta                                | 6. November 2020           | 28. April 2021                 |
| 6              | 6               |                                         | A Pirate Chirstmas                                | 20. November 2020          |                                |
| 7              | 7               | Der Schatz im Himmel                    | The Treasure in the Sky                           | 8. Januar 2021             | 29. April 2021                 |
| 7              | 7               | Partnertausch                           | Sidekick Switcheroo                               | 8. Januar 2021             | 29. April 2021                 |
| 8              | 8               | Cecilia und die Zuaber-Rubine           | Cecilia and the Magic Rubies                      | 15. Januar 2021            | 3. Mai 2021                    |
| 8              | 8               | Der Piratenmond                         | Under the Pirate Moon                             | 15. Januar 2021            | 3. Mai 2021                    |
| 9              | 9               | Der Schatz der El Bravo                 | The Treasure of El Bravo                          | 5. Februar 2021            | 23. Mai 2021                   |
| 10             | 10              | Lorelais Armband                        | Lorelai's Bracelet                                | 19. Februar 2021           | 4. Mai 2021                    |
| 10             | 10              | Cecilia und das Geisterschiff           | Cecillia And the Ghost Ship                       | 19. Februar 2021           | 4. Mai 2021                    |
| 11             | 11              | Die geschrumpften Schiffe               | Shrunken Ships                                    | 12. März 2021              | 3. Juli 2021                   |
| 11             | 11              | Die Piraten-Parade                      | The Pirate Parade                                 | 12. März 2021              | 3. Juli 2021                   |
| 12             | 12              | Santiagos größter Schatz                | Santiago's Greatest Treasure                      | 19. März 2021              | 2. Mai 2021                    |
| 12             | 12              | Der goldene Bananenschatz               | The Golden Banana Treasure                        | 19. März 2021              | 2. Mai 2021                    |
| 13             | 13              | Das silberne Lasso                      | The Silver Lasso                                  | 30. April 2021             | 17. Juli 2021                  |
| 13             | 13              | Der Schatz des Meeresdrachen            | The Seas Dragon’s Treasure                        | 30. April 2021             | 17. Juli 2021                  |
| 14             | 14              | Der Fluch des Goldfalken                | The Curse of the Gold Falcon                      | 14. Mai 2021               | 24. Juli 2021                  |
| 14             | 14              | Die Inseln der verlorenen Dinge         | The Island of Lost Things                         | 14. Mai 2021               | 24. Juli 2021                  |
| 15             | 15              | Die Zauber-Melodie                      | The Enchanted Melody                              | 11. Juni 2021              | 26. Juni 2021                  |
| 15             | 15              | Abuelo ist ein Huhn                     | Chicken Abuelo                                    | 11. Juni 2021              | 26. Juni 2021                  |
| 16             | 16              | Tomás Geburtstagsüberraschung           | Tomás's Birthday Surprise                         | 9. Juli 2021               | 31. Juli 2021                  |
| 16             | 16              | Familien-Schatzsuche                    | Family Treasure Hunt                              | 9. Juli 2021               | 31. Juli 2021                  |
| 17             | 17              | Tritons Trompete                        | Triton's Trumpet                                  | 16. Juli 2021              | 14. August 2021                |
| 17             | 17              | Der Fluch der Baby-Piratin              | The Curse of the Pirate Baby                      | 16. Juli 2021              | 14. August 2021                |
| 18             | 18              | Santiago und Bonnie im Rettungseinsatz  | Santiago and Bonnie to the Rescue                 | 24. September 2021         | 7. August 2021                 |
| 18             | 18              | Kompass-Kuddelmuddel                    | The Compass Caper                                 | 24. September 2021         | 7. August 2021                 |
| 19             | 19              | Die unheimliche Insel                   | The Mysterious Island                             | 21. Oktober 2021           | 29. Oktober 2021               |
| 19             | 19              | Das Geheimnis der Vam-Piraten           | Mystery of the Vam-Pirates                        | 21. Oktober 2021           | 29. Oktober 2021               |
| 20             | 20              |                                         | Santiago of The Seas Pirate Play Along Adventures | 12. November 2021          |                                |
| 21             | 21              | Eingefroren                             | Deep Freeze                                       | 19. November 2021          |                                |
| 21             | 21              | Das trojanische Seepferdchen            | The Trojan Seahorse                               | 19. November 2021          |                                |

## Produktion
Die Serie wurde von Nickelodeon erstmals am 15. Juli 2020 angekündigt und feierte ihre Premiere in den Vereinigten Staaten noch im selben Jahr am 9. Oktober 2020.
Am 18. Februar 2021 erweiterte Nickelodeon der Serie um eine weitere Staffel.
In Deutschland wurde sie am 25. August 2021 erstmals ausgestrahlt.